# 埃塞俄比亞足球協會
埃塞俄比亞足球協會是專門管轄埃塞俄比亞足球事務的組織。埃塞俄比亞足球協會成立於1943年，並在1953年加入國際足協。此外，它還是非洲足協和東及中非洲足球協會議會的成員之一。

## 外部連結
- 國際足協網頁 （页面存档备份，存于）
- 非洲足協網頁 （页面存档备份，存于）